# 李舜举
李舜举（1033年—1082年），字公辅，汴京（今河南开封）人，北宋将军。
神福曾孫，世代为内侍。在御药院十四年，熙寧年間任內侍押班，制置涇原軍馬，忠恭老實，神宗稱他“李舜舉公忠奉上，恭勤檢身，始終惟一，以安以榮。”。
元丰五年，监军延麟路，臨行前，王珪告訴他“朝廷以边事属押班及李留后，无西顾之忧矣。”後在宋夏永乐城之战中战死，享年50岁。

## 延伸阅读
[在维基数据编辑]
 《宋史·卷467》，出自脱脱《宋史》